# 大化改新 (テレビドラマ)
『大化改新』（たいかのかいしん）は、NHK大阪放送局制作により、「古代史ドラマスペシャル」としてNHK BShiにて2005年1月1日と1月2日の22時から23時14分に前後編で、NHK総合にて1月3日の19時から20時44分（前編）と21時から22時14分（後編）に放送された日本のテレビドラマ。「大化改新」の中核を担い荒々しく生きた青年・中臣鎌足の姿を通じ、日本という国家の原点を壮大に描く。池端俊策作。
大化の改新前後の時代を舞台として、V6の岡田准一演じる中臣鎌足（のちの藤原鎌足）を主人公に、敵対する蘇我入鹿とは、学僧・旻の元で共に学んだ親友であったという設定で描く。皇極天皇を山背大兄王暗殺の黒幕としたり、鎌足の出身地については常陸国説を採用したりと、学界の定説に拘らない展開となっている。

## あらすじ

### 前編
西暦636年。中臣鎌足と蘇我入鹿は同じ私塾に学ぶ親友である。神事を司る弱小豪族の息子・鎌足と、時の権力者、蘇我毛人の跡継ぎ・入鹿は対照的ではあるが深い友情で結ばれていた。聖徳太子に憧れ十七条憲法の理想に共鳴する鎌足は、家を継がず、幼馴染の与志古とともに摂津の三嶋へ移り住む。
入鹿は皇位に就いた宝皇女に重用され、疎んじられた毛人は聖徳太子の息子・山背大兄王に接近。混沌とする唐と朝鮮半島の情勢を背景として、朝廷内の対立は悪化。宝皇女に唆された入鹿は、山背の討伐を計画する。鎌足は体を張って止めようとするが、山背一族は滅ぼされてしまう。二人の生きる道は分かれた。

### 後編
鎌足は、南淵請安の草庵で中大兄皇子と知己となる。一方、入鹿は、高句麗を侵攻した唐に対抗するための兵力として農民たちを強引に徴用するなど、独裁者の道を歩んでいく。徴用に反対した鎌足は請安とともに捕らえられ、入鹿の策略により請安を処刑させられる。
請安から生きるよう諭された鎌足は、飛鳥寺での蹴鞠の会で中大兄皇子と再会。共に入鹿討伐を決意する。
西暦645年6月12日。飛鳥板蓋宮で行われた「三韓の儀式」の場で、鎌足は入鹿へ矢を向ける。鎌足の一矢をきっかけに中大兄皇子たちが入鹿を斬り伏せ、クーデターは成功した（乙巳の変）。鎌足は、死の直前の入鹿から「この国を守れ」と託される。

## 登場人物

### 主要人物
中臣鎌足
演 - 岡田准一（少年時代：中村陽介）
主人公。両親を早くに亡くし、常陸国から連れてこられ叔父に育てられた。
蘇我入鹿
演 - 渡部篤郎
鎌足の親友。独裁権力を握ると鎌足と敵対するようになる。
車持与志古（くるまもちのよしこ）
演 - 木村佳乃
鎌足と入鹿の幼馴染。入鹿に想われるが、鎌足の妻となる。
中大兄皇子
演 - 小栗旬
宝皇女の息子。後の天智天皇。
山背大兄王
演 - 山口祐一郎
聖徳太子の息子。政治傾向として外国と手を結ぼうとする宝皇女・入鹿一派の政策に反対し、日本独自の路線でいくべきだと主張している。入鹿により滅ぼされる。
石川麻呂
演 - 伊武雅刀
入鹿の叔父で蘇我分家の当主。野心家で鎌足と手を組む。
中臣国子（なかとみのくにこ）
演 - 大杉漣
神官。鎌足の叔父で育ての親。
軽皇子
演 - 吹越満
宝皇女の弟。野心家の風見鶏。後の孝徳天皇。
宝皇女
演 - 高島礼子
女帝皇極天皇。中大兄皇子の母。入鹿をはじめとする臣下を巧みに利用し実権を握る。
蘇我毛人
演 - 原田芳雄
入鹿の父。蘇我本宗家の当主。入鹿と手を組んだ宝皇女に実権を奪われる。
南淵請安
演 - 仲代達矢
鎌足・中大兄皇子の師。大陸の知識を民に施し、民に慕われている。入鹿により処刑される。

### その他の人物
蘇我日向
演 - 山口馬木也
石川臣麻呂の弟。
舒明帝
演 - 螢雪次朗
宝皇女の夫。
旻
演 - 国田栄弥
鎌足・入鹿の師。
中臣真人
演 - 森島響己→青木卓人→清水大河
鎌足の息子。
弥気
演 - 平澤洋爾
鎌足の父。
土師娑婆連
演 - 稲森誠
海犬養勝麻呂
演 - 長田融季
佐伯子麻呂
演 - 小谷幸弘
葛城稚犬養網田
演 - 安田善紀
強頚
演 - 六平直政
漢直
演 - 大八木淳史
船恵尺
演 - 呉汝俊
巨勢徳太
演 - 伊藤敏八
田目連
演 - 芝本正
高表仁
演 - 張春祥
唐の使者。
新羅の使者
演 - 東康平
高句麗の使者
演 - 池波三太郎
百済の使者
演 - 藤本幸弘

## スタッフ
- 脚本 - 池端俊策
- 制作統括・演出 - 片岡敬司
- 音楽 - 大島ミチル
- 語り - 窪田等
- 中国語指導 - 礪波護
- 制作統括 - 一井久司
- 制作・著作 - NHK大阪放送局

## 放送日程
| 放送回 | 放送日   | 放送日  | サブタイトル |
| 放送回 | NHK BShi | NHK総合 | サブタイトル |
| ------ | -------- | ------- | ------------ |
| 前編   | 1月1日   | 1月3日  | 青春の飛鳥   |
| 後編   | 1月2日   | 1月3日  | 友への誓い   |

再放送
NHK BShi
- 2005年5月5日（前編）、6日（後編）
- 2005年11月23日（前後編）

NHK BSプレミアム
- 2020年6月13日（前後編）
- 2021年1月1日（前後編）